# Пауло Отавіо
Пауло Отавіо (порт. Paulo Otávio, нар. 23 листопада 1994, Орінос) — бразильський футболіст, захисник катарського клубу «Ас-Садд».

## Ігрова кар'єра
Вихованець ПСТЦ. У дорослому футболі дебютував 2012 року виступами за «Атлетіку Паранаенсе», в якій провів один сезон, взявши участь у 7 матчах чемпіонату штату Парана.
У 2013 році перейшов у «Корітібу», з якої здавався в оренду в нижчолігові клуби «Санту-Андре» та «Пайсанду» (Белен), дебютувавши у складі другого з них у Серії Б, а з першим у 2014 році виграв Кубок Пауліста, забивши один з голів у фіналі.
У січні 2016 року перейшов до «Томбенсе», з яким грав у Лізі Мінейро, а вже влітку перейшов у клуб другого австрійського дивізіону ЛАСК (Лінц). У новій команді швидко став основним гравцем захисту команди і допоміг їй в першому ж сезоні зайняти перше місце та вийти до вищого дивізіону.
У липні 2017 року Пауло Отавіо перейшов до клубу німецької Другої Бундесліги «Інгольштадт 04», де провів два сезони, а після вильоту команди в третю лігу влітку 2019 року перейшов до вищолігового «Вольфсбурга», підписавши з ним чотирирічну угоду, де знову став працювати під керівництвом Олівера Гласнера, з яким перетинався у ЛАСКу.

## Досягнення
- Володар Кубка Пауліста: 2014
- Чемпіон Катару: 2023-24, 2024-25
- Володар Кубка Еміра Катару: 2024
- Володар Кубка наслідного принца Катару: 2025